# 1358 w polityce
Wydarzenia polityczne w 1358 roku.

## Wydarzenia
- luty wystąpienia antyfeudalne mieszkańców Paryża[1].
- konflikt Kazimierza Wielkiego z Maćkiem Borkowicem[2][3].
- żakeria we Francji[4][3].

## Zmarli
- Albrecht II Kulawy, książę Austrii[5].